# Râul Urechioiu
Râul Urechioiu este un curs de apă, afluent al râului Sitna. 